# 安复
安复（1906年—？），字来一，江苏无锡人，早期中共党员。1927年1月4日，无锡总工会宣布成立，安复担任宣传部长。

## 简介
1925年，毕业于无锡公益工商中学商科，同年加入中国共产党。四一二事件之后，由武汉前往苏联留学，就读于莫斯科中山大学。在留学期间接受“托洛茨基主义”思想，并成为中共留苏“托派”领袖。